# بنی رابینسون
بنی رابینسون (انگلیسی: Benny Robinson؛ زادهٔ) بازیکن فوتبال است.